# Dětřichov nad Bystřicí
Dětřichov nad Bystřicí là một làng thuộc huyện Bruntál, vùng Moravskoslezský, Cộng hòa Séc.